# おはなちゃん繁昌記
『おはなちゃん繁昌記』（おはなちゃんはんじょうき）は、1978年10月15日から1979年1月21日までテレビ朝日系列局で放送されていたテレビ朝日製作の時代劇である。全14話。放送時間は毎週日曜 20:00 - 20:54 （日本標準時）。

## キャスト
- おはな：森昌子
- 三代目一心太助：左とん平
- 立花隆之介：蟇目良
- 千代：榊千代恵
- 伊勢屋幸兵衛：佐野浅夫
- おはなの母：森光子（特別出演）

## スタッフ
- 原案：葉村彰子
- プロデューサー：木村幹（テレビ朝日）、川越博（ホリプロ）、小田信吾、中村和則(S・H・P)
- プロデューサー補：奥津啓治、文屋博安
- 演出補：沢本均、石井由美子
- 脚本：植木昌一郎、鶴島光重、金子成人、田中靖男、大久保昌一良、田中耕三
- 音楽：佐々木勉、高田弘
- 演出：平田修、中村金太
- 企画：S・H・P
- 技術協力：東通
- 制作：テレビ朝日、ホリプロダクション

## テーマソング
主題歌「晴れたり降ったり曇ったり」
挿入歌「母」
作詞：山上路夫 / 作曲：佐々木勉 / 編曲：高田弘 / 歌：森昌子

## 放送日程
| 話数   | 放送日          | サブタイトル             | 原案     | 脚本         | 演出     | ゲスト                                                                                   |
| ------ | --------------- | ------------------------ | -------- | ------------ | -------- | ---------------------------------------------------------------------------------------- |
| 第1回  | 1978年 10月15日 |                          | 葉村彰子 | 植木昌一郎   | 平田修   | 山口百恵、竹脇無我、大坂志郎、藤村有弘、中原早苗                                         |
| 第2回  | 10月22日        | 旗本借金男               | 葉村彰子 | 植木昌一郎   | 中村金太 | 山城新伍、荒木由美子                                                                     |
| 第3回  | 10月29日        | ニセ鼠小僧参上！         | 葉村彰子 | 植木昌一郎   | 平田修   | 榊原郁恵、成田三樹夫、山田隆夫                                                           |
| 第4回  | 11月5日         | 道場破り！女武蔵         | 葉村彰子 | 鶴島光重     | 中村金太 | 和田アキ子、秋本圭子、大友柳太朗、岡田裕介                                               |
| 第5回  | 11月12日        | 江戸屋甘から騒動         | 葉村彰子 | 植木昌一郎   | 平田修   | 石川さゆり、花沢徳衛、真夏竜、太宰久雄                                                   |
| 第6回  | 11月19日        | おしゃべり左門           | 葉村彰子 | 大久保昌一良 | 平田修   | 尾藤イサオ、風見章子、芦川よしみ                                                         |
| 第7回  | 12月3日         | 暴れ医者はケチン坊？     | 葉村彰子 | 田中耕三     | 中村金太 | 藤岡琢也、多々良純、三ツ木清隆                                                           |
| 第8回  | 12月10日        | 女中っ子忠臣蔵           | 葉村彰子 | 金子成人     | 平田修   | 片平なぎさ、谷幹一、真夏竜、本郷淳                                                       |
| 第9回  | 12月17日        | 若旦那 時間ですよ        | 葉村彰子 | 田中靖男     | 平田修   | 笑福亭仁鶴、小鹿番、玉川良一、小島三児                                                   |
| 第10回 | 12月24日        | 売られた姫君 危機一髪!!  | 葉村彰子 | 鶴島光重     | 平田修   | 桜田淳子、二瓶正也、斉藤浩子、島田妙子                                                   |
| 第11回 | 12月31日        | 年忘れビックリお化け屋敷 | 葉村彰子 | 大久保昌一良 | 中村金太 | なべおさみ、深江章喜                                                                     |
| 第12回 | 1979年 1月7日   | 見えぬ片目に母の笑顔     | 葉村彰子 | 大久保昌一良 | 中村金太 | 湯原昌幸、茶川一郎、チャンバラトリオ                                                     |
| 第13回 | 1月14日         | 生さぬ仲だが、母は母     | 葉村彰子 | 鶴島光重     | 中村金太 | 伊藤洋一（子役）、磯村みどり、本郷淳、小林勝彦                                           |
| 第14回 | 1月21日         | お江戸の空は日本晴れ     | 葉村彰子 | 大久保昌一良 | 平田修   | 高田みづえ、桜木健一、三條美紀、堺左千夫、玉川長太、沼田爆、岩城力也、古川武生、芹沢康久 |

最終回翌週の1979年1月28日には、同じ時間帯に関連特別番組『79翔べ!!青春・森昌子熱唱！』を放送した。
内容は、初の連続主演ドラマを無事終了した森のワンマンショーで、森が最終回放送当日にレコード発売された自身の新曲「夕子の四季」や大橋純子のヒットナンバー「たそがれマイ・ラブ」を歌唱したり、「青春対談」というコーナーに山口百恵を招いて対談したり、左とん平を相手に五変化を披露した。また、西部劇のガンマン、鈴ヶ森の白井権八（平井権八）、明治一代女の芸者（花井お梅）などを題材にしたコントも繰り広げていた。